# Kimberley Smith
Kimberley Smith (ur. 19 listopada 1981 w Papakura w Nowej Zelandii) – biegaczka długodystansowa, olimpijka.
W 2005 roku zdobyła złoty medal uniwersjady w Izmirze. Na zawodach z cyklu pucharu świata w 2006 roku w Atenach zajęła 4. miejsce w biegu na 5000 m. Podczas mistrzostw świata w Osace (2007) w biegu na 10 000 metrów zajęła piąte miejsce.